# それだけがネック
『それだけがネック』は、TIAによる日本のテレビアニメ作品。2020年10月13日から2021年1月5日までテレビ東京ほかにて放送された。

## あらすじ
舞台はとある郊外の手作り惣菜を売りにしている個人経営ローカルコンビニ「ホットホットマート」。
一見どこにでもありそうでどこにでもいそうな店とバイトを含む従業員。だが、その中に全くしゃべらず、何かを黙々と作り続け、誰も顔を見て話をしたことがないバイトが一人。
武藤という名のその謎多きバイトを軸に「ワケアリ」な登場人物と共に物語は紡がれる。

## 登場人物
武藤（むとう）
声 - 君沢ユウキ
本作の主人公。ローカルコンビニ「ホットホットマート」でアルバイトをしている男性。
人が困っているときは放っておこうとはしない、優しくて真面目な性格。店長と他従業員から信頼感が厚い上、動物からも好かれる。
店長
声 - 新納敏正
武藤がアルバイトをしているコンビニ「ホットホットマート」の店長を務める男性。コミュニケーションを苦手としており、圧倒的に話すことが多い。
極度の対人恐怖症により緊張してしまうと不気味な笑いを浮かべてしまうため、成人後は普段からマスクで口元を隠すようにしている。
アダム
声 - 小栢伸五
コンビニ「ホットホットマート」でアルバイトをしている留学生の男性。来日してから1年未満であることから理解できないことも多く、幼少期から人の事についてあれこれ言うことに関して失礼だと躾られたため、人の見た目に対し違和感を感じたとしても口を出すことを控えている。
猫丸（ねこまる）
声 - 沢井正棋
武藤たちがアルバイトをするコンビニ「ホットホットマート」の周辺に住みついている野良猫。人に関してはあまり懐かないものの、武藤に関してはとても懐いており、彼との絡みを通してコンビニでのアイドル猫的な存在になる。
大塚（おおつか）
声 - 木津つばさ
いい人アピールを偽善行動と感じる今どきのアルバイト研修生。武藤の姿を観てから来なくなる。
小田（おだ）
声 - おおたけこういち
見た目がコワ系のサングラス。コンビニの常連でおにぎりと煮物を好む。武藤の姿を観てから来なくなる。
月子（つきこ）
声 - MoeMi
近くの会社に勤務するOL。パン派。武藤の姿を観ても全く驚かず接している。
田端（たばた）
声 - 雛形羽衣
コンビニ店員。恋人との連絡が気になるため勤務中はいつでも携帯をいじっている。そのため周りからの評価が悪い。
上野（うえの）
声 - 西野太盛
コンビニ店員。趣味はぬいぐるみ作り。周囲とのコミュニケーションを拒絶する性格で、彼には世界がすべてぬいぐるみに見えている。
秋葉（あきば）
声 - 深澤大河
コンビニ店員。好奇心旺盛で相手のテリトリーにすぐ踏み込んでしまう。そんな自分を変えたいとも思っている。
空恵（そらえ）
声 - 朝木ちひろ
月子と同僚のOL。
海奈（うみな）
声 - 成瀬瑛美
月子と同僚のOL。

## スタッフ
- 監督 - 井口昇[2]
- キャラクター原案 - カネヨシ[2]
- シリーズ構成・脚本 - 國吉咲貴[2]
- 企画 - 内田忍、船田晃[2]
- 音楽協力 - テレビ東京ミュージック
- チーフプロデューサー - 蔵本昌也[2]
- プロデューサー - 山崎朱紀[2]、藤嵜怜那[2]、酒井洋之[2]
- 制作協力 - アクア[2]
- アニメーション制作 - TIA[2]
- 製作 - 「それだけがネック」製作委員会[2]

## 主題歌
「それだけがネック」
打首獄門同好会による主題歌。作詞・作曲は大澤敦史。
「月灯りのセレナイト」
月子（MoeMi）による挿入歌。作詞・作曲はMoeMi。

## 各話リスト
| 話数   | サブタイトル       | 絵コンテ | 演出     | 作画              | 初放送日        |
| ------ | ------------------ | -------- | -------- | ----------------- | --------------- |
| 第1話  | 大塚くんのネック   | 田中佑紀 | 田中佑紀 | 和田薫 きのこ木下 | 2020年 10月13日 |
| 第2話  | 小田さんのネック   | 田中佑紀 | 田中佑紀 | 和田薫 きのこ木下 | 10月20日        |
| 第3話  | 店長のネック       | 田中佑紀 | 田中佑紀 | 和田薫 きのこ木下 | 10月27日        |
| 第4話  | 田端さんのネック   | 田中佑紀 | 田中佑紀 | 和田薫 きのこ木下 | 11月3日         |
| 第5話  | アダムくんのネック | 田中佑紀 | 田中佑紀 | 和田薫 きのこ木下 | 11月10日        |
| 第6話  | 武藤くんのネック   | 田中佑紀 | 田中佑紀 | 和田薫 きのこ木下 | 11月17日        |
| 第7話  | 上野くんのネック   | 田中佑紀 | 田中佑紀 | 和田薫 きのこ木下 | 11月24日        |
| 第8話  | 弥吉くんのネック   | 田中佑紀 | 田中佑紀 | 和田薫 きのこ木下 | 12月1日         |
| 第9話  | 月子さんのネック   | 田中佑紀 | 田中佑紀 | 和田薫 きのこ木下 | 12月8日         |
| 第10話 | 秋葉くんのネック   | 田中佑紀 | 田中佑紀 | 和田薫 きのこ木下 | 12月22日        |
| 第11話 | 猫丸はネッコ       | 田中佑紀 | 田中佑紀 | 和田薫 きのこ木下 | 12月29日        |
| 第12話 | おにぎりがネック   | 田中佑紀 | 田中佑紀 | 和田薫 きのこ木下 | 2021年 1月5日   |

## 放送局
| 放送期間                      | 放送時間                     | 放送局     | 対象地域   | 備考                      |
| ----------------------------- | ---------------------------- | ---------- | ---------- | ------------------------- |
| 2020年10月13日 - 2021年1月5日 | 火曜 2:30 - 2:35（月曜深夜） | テレビ東京 | 関東広域圏 |                           |
|                               | 火曜 21:50 - 21:55           | AT-X       | 日本全域   | CS放送 / リピート放送あり |

| 配信開始日     | 配信時間        | 配信サイト | 備考 |
| -------------- | --------------- | --- | ---- |
| 2020年10月13日 | 火曜 12:00 更新 | dアニメストア Amazonプライム・ビデオ U-NEXT アニメ放題 ひかりTV バンダイチャンネル TELASA J:COMオンデマンド あにてれ FOD ABEMA auスマートパスプレミアム milplus Paravi |      |